# Siegfried Hübner
Siegfried Hübner (* 9. Januar 1923 in Oelsnitz; † 24. Dezember 2017 in Rathmannsdorf) war ein deutscher römisch-katholischer Geistlicher und Dogmatiker.

## Leben
Hübner studierte Theologie in Paderborn und Innsbruck. Er trat in das Oratorium des Heiligen Philipp Neri ein und empfing am 27. April 1952 in Leipzig das Sakrament der Priesterweihe.
Nach seinen Kaplansjahren wurde Hübner 1965 Studentenpfarrer in Erfurt und Weimar sowie später Pfarrer in Pirna. Er promovierte bei Karl Rahner, der ihn sehr prägte.
Von 1976 bis zu seiner Emeritierung 1988 lehrte Hübner als Dozent für Dogmatik und Ökumenische Theologie am Philosophisch-Theologischen Studium Erfurt (heute Katholisch-Theologische Fakultät der Universität Erfurt).

## Schriften (Auswahl)
- Aufbruch im Glauben mit Papst Johannes XXIII. Adlerstein Verlag, Wiesmoor 2010.
- Im Geheimnis Gottes leben – Ein theologisches Zeugnis aus dem Raum des Atheismus. EOS Verlag, St. Ottilien 2008.
- Firmung: ein Sakrament der Kirche – neu gesehen. St. Benno, Leipzig 1986.